# Je suis d'ailleurs
Je suis d’ailleurs (titre original : The Outsider) est une nouvelle fantastique de l’écrivain américain H. P. Lovecraft publiée pour la première fois en avril 1926 dans le magazine Weird Tales.
Lovecraft rédige cette œuvre entre mars et août 1921.
Le récit raconte l’histoire d’un personnage mystérieux qui vit complètement seul et isolé : dans son désir de rentrer en contact avec ses semblables, il tente avec succès de gravir une longue et obscure galerie. Cette nouvelle combine des éléments de fantastique et d’horreur dans une atmosphère cauchemardesque. Elle est par ailleurs l’un des rares travaux de Lovecraft à être principalement construits autour des émotions humaines.
L'œuvre est traduite en français en 1961.

## Inspiration

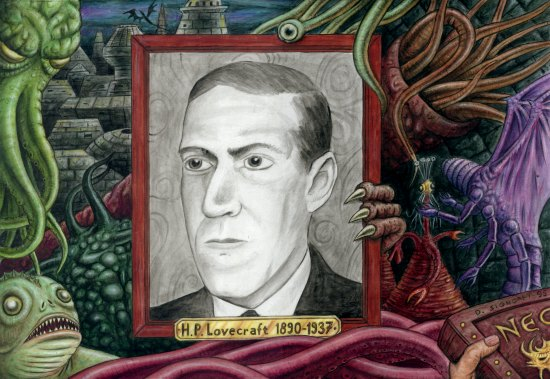
Portrait d'Howard Phillips Lovecraft, entouré d'éléments du mythe de Cthulhu.

Lovecraft raconte dans une lettre que, de tous ses récits, celui-ci est celui qui s’approche le plus du style de son idole, Edgar Allan Poe. Les premiers paragraphes font écho à ceux de Bérénice tandis que l’horreur qui met fin aux festivités rappelle la scène du lever de masque dans Le Masque de la mort rouge.
Certains critiques pensent que la nouvelle est autobiographique, car ils ont en tête ce que Lovecraft dit de sa vie d’écrivain : « Je sais que j’ai toujours été d’ailleurs ; un étranger dans ce siècle parmi ceux qui sont toujours des hommes ». Spécialistes de l'auteur, les critiques S. T. Joshi et David E. Schultz jugent cette analyse exagérée, tout en  ajoutant « qu’il est possible que l’histoire soit révélatrice de l’image qu’avait Lovecraft de lui-même, de l’image d’une personne qui s’est toujours trouvée repoussante et dont la mère a parlé au moins une fois à un tiers du visage "hideux" de son fils ».

## Résumé
Comme beaucoup d’autres textes de Lovecraft, Je suis d’ailleurs est écrit à la première personne. L’histoire est celle d’un personnage qui mène une vie malheureuse et a priori solitaire. Celui-ci ne semble avoir été en contact avec personne pendant de très nombreuses années. Il ne se souvient que peu de ses semblables et semble ne savoir ni qui il est ni d’où il vient. Il vit dans un château incroyablement grand et vieux, duquel il semble n’être jamais sorti. Ce qu’il sait du monde extérieur vient des livres.
Le narrateur parle de sa détermination à vouloir enfin se libérer de ce qu’il considère être une prison. Il grimpe en haut d’une très grande tour en ruines du château et tombe nez à nez avec une grille. Il l’enlève et poursuit sa progression. Il se rend finalement compte que, au lieu d’être à une altitude élevée, il est au niveau du sol. Il évolue alors dans un cimetière puis dans la campagne, jusqu’au moment où un autre château se dessine devant lui.
Attiré par des bruits de festivités, il entre dans la bâtisse d’où tout le monde s’enfuit mais il ne comprend pas ce qui a terrorisé les convives. Il se retrouve, encore une fois, seul. Il s’approche de ce qu’il pense être un encadrement de porte et aperçoit une silhouette hideuse, en putréfaction. Il tend alors une main vers la créature avant de comprendre qu’il est devant un miroir.

## Recueil homonyme
Le recueil Je suis d'ailleurs, publié dans la collection Présence du futur en 1961 (et réédité par Folio SF en 2001) contient, outre Je suis d'ailleurs, les nouvelles La Musique d'Erich Zann, L'Indicible, Air froid, Le Molosse, La Maison maudite, La Tourbière hantée, Arthur Jermyn, Le Modèle de Pickman, La Cité sans nom et La Peur qui rôde.